# Megaselia seclusa
Megaselia seclusa är en tvåvingeart som beskrevs av Rudolf Beyer 1966. Megaselia seclusa ingår i släktet Megaselia och familjen puckelflugor.
Artens utbredningsområde är Arizona. Inga underarter finns listade i Catalogue of Life.